# جغدک پشت‌بلوطی
جغدک پشت‌بلوطی (نام علمی: Glaucidium castanotum) (اغلب با غلط املایی Glaucidium castanonotum)، جغدی است که بومی سری‌لانکا است. این گونه بخشی از گروه بزرگتر جغدها به نام جغدان راستین (Strigidae) است که شامل بیشتر گونه‌های جغدهای کوچک‌تر است. این گونه در گذشته به عنوان زیرگونه‌ای از جغدک جنگلی نواری در نظر گرفته می‌شد.